# آرتور شلی
آرتور شلی (انگلیسی: Arthur Shelley؛ زادهٔ) بازیکن فوتبال است.
از باشگاه‌هایی که در آن بازی کرده‌است می‌توان به باشگاه فوتبال پورت ویل اشاره کرد.